# Cryptochrostis suppulchraria
Cryptochrostis suppulchraria är en fjärilsart som beskrevs av Jacob Hübner 1823. Cryptochrostis suppulchraria ingår i släktet Cryptochrostis och familjen nattflyn. Inga underarter finns listade i Catalogue of Life.

## Bildgalleri

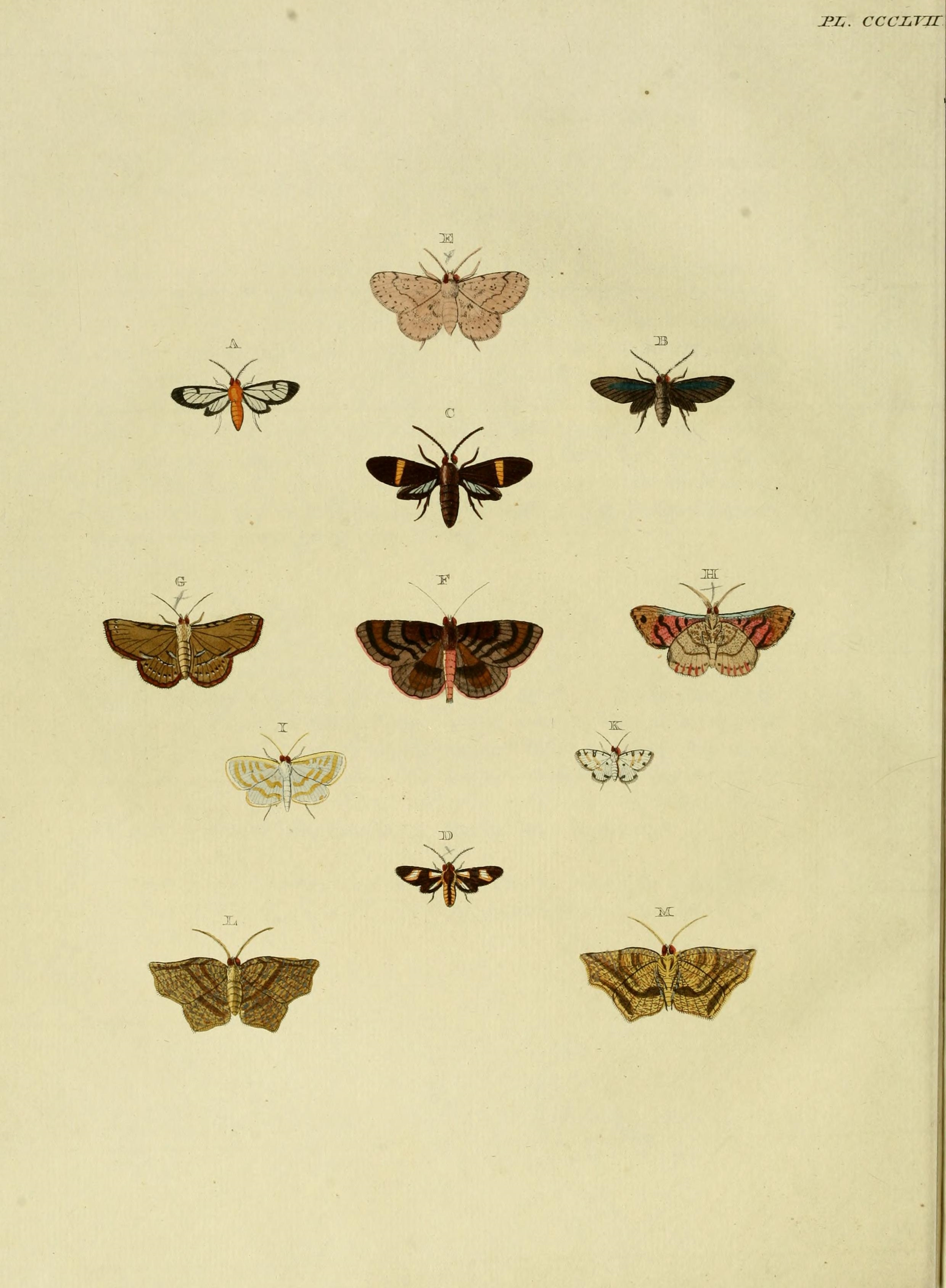